# Baghaichhari Upazila
Baghaichhari Upazila är ett underdistrikt i Bangladesh.   Det ligger i provinsen Chittagong, i den östra delen av landet, 190 kilometer öster om huvudstaden Dhaka.
I omgivningarna runt Baghaichhari Upazila växer i huvudsak städsegrön lövskog. Runt Baghaichhari Upazila är det ganska tätbefolkat, med 65 invånare per kvadratkilometer.